# Lions in the Wild
《Lions in the Wild》是由DJ及唱片制作人马丁·盖瑞斯和Third Party共同录制的单曲。歌曲包含英国乐队Wolf Gang前成员麦克斯·麦克埃利格特（Max McElligott）未注名的人声伴唱。《Lions in the Wild》在2016年5月27日举办的超世代音乐节首映后，在流媒体服务上正式发行。

## 背景和作曲
《Lions in the Wild》的特点是“旋律合成器驱动的鼓点和带有圈套的戏剧性结局”。马丁·盖瑞斯与英国DJ组合Third Party合作完成歌曲制作，并在2016年超世代音乐节作为开场曲首次展示了歌曲。这是盖瑞斯在成立戳印唱片后发行的第二首单曲。

## 音乐视频
《Lions in the Wild》的音乐视频拍摄于非洲和泰国，并上传于马丁·盖瑞斯的YouTube频道。截至2020年9月，该视频的浏览量超过5,100万。视频以MV导演兼制作人贾罗·贾拉塔纳（Giaro Giarratana）作为开场，他开车途径沙漠并停下四处闲逛。随后，他继续攀岩并骑着马车穿过沙漠。在视频最后，贾罗参观了当地社区，并在其后前往了巍峨的山脉。

## 榜单

### 周榜
| 榜单（2016年）             | 最高排名 |
| -------------------------- | -------- |
| 法国（法國唱片出版業公會） | 125      |
| 斯洛文尼亚（SloTop50）     | 4        |

### 年终榜
| 榜单（2016年）         | 排名 |
| ---------------------- | ---- |
| 斯洛文尼亚（SloTop50） | 34   |

| 榜单（2017年）         | 排名 |
| ---------------------- | ---- |
| 斯洛文尼亚（SloTop50） | 23   |